# Barbarism Begins at Home
"Barbarism Begins at Home" é uma canção da banda de rock inglesa The Smiths. Apresentada em seu segundo álbum de estúdio, Meat Is Murder (1985), a música tem uma letra que condena o abuso infantil e uma faixa inspirada no funk baseada na linha de baixo de Andy Rourke.
"Barbarism Begins at Home" teve um lançamento inicial limitado na Alemanha e na Itália em abril de 1985, mas não foi lançado como single no Reino Unido até 1988. Desde então, teve uma recepção positiva da crítica e se tornou um favorito ao vivo durante a vida da banda.

## Produção
"Barbarism Begins at Home" foi co-escrita pelo vocalista Morrissey e pelo guitarrista Johnny Marr na sala de ensaios da banda em Manchester. Quando apresentada pela primeira vez pela banda, a música era intitulada "Fascism Begins at Home". Liricamente, a música era uma crítica ardente ao castigo corporal e ao abuso infantil. Morrissey comentou em uma entrevista ao Melody Maker em março de 1985: "Desde que você é espancado, quando criança, a violência é a única resposta. Conversar é inútil."
Musicalmente, a música é uma faixa com influência funk construída em torno da linha de baixo repetitiva de Andy Rourke e dos riffs de guitarra com influência Chic de Johnny Marr. A música foi um retorno ao tempo pré-Smiths de Marr e Rourke no grupo instrumental Freak Party, que também contava com Simon Wolstencroft, futuro baterista do Fall. Sobre a linha de baixo da música, Marr comentou: "Andy está, com razão, orgulhoso dessa linha de baixo." O baterista Mike Joyce concordou: "A linha de baixo é matadora. É interessante ver como Morrissey entendeu isso. Estávamos tocando e quando parávamos, Andy frequentemente continuava com uma linha de baixo de Stanley Clarke. É incrível a maneira como ele consegue mudar para isso." No geral, porém, Marr afirmou que "não achava que [a música] realmente representasse a banda" e sentiu que a faixa era "um pouco brega".

## Lançamento
Além de seu lançamento pela Meat Is Murder, "Barbarism Begins at Home" foi lançado como single na Alemanha e na Itália. Embora a banda tenha considerado lançar a música como single no Reino Unido, inicialmente só viu um lançamento limitado para DJs como single promocional lá. Um single de 1988 para a música foi lançado no Reino Unido após a separação da banda.

## Recepção crítica
"Barbarism Begins at Home" teve uma recepção crítica positiva em geral desde seu lançamento. The Guardian descreveu a música como "um título brilhante", enquanto a Pitchfork escreveu que a duração estendida da música "funciona notavelmente bem para 'Barbarism Begins at Home', sete minutos de funk tenso".
Consequence classificou a música como a 14ª melhor música dos Smiths, escrevendo: "O som dos Smiths era amplamente concreto em 1985, mas a linha de baixo influenciada pelo funk de Rourke e a guitarra rockabilly de Marr em 'Barbarism Begins at Home' introduziram um novo senso de exploração em seu som. Adicione os gritos distintos de Morrissey à mistura e é fácil ver por que 'Barbarism Begins at Home' continua sendo uma das faixas mais influentes do meio de carreira do grupo." Guitar nomeou a música como o 11º maior momento de guitarra da banda, comentando: "'Barbarism...' é um treino potente e contundente que prova a dinâmica musical impecável que os três tinham, e também indica a versatilidade absoluta que o guitarrista de 21 anos poderia usar. Durando além de sete minutos, 'Barbarism ...' certamente se destaca dos incômodos das paradas fortemente construídas dos The Smiths, e - apesar das melhores intenções de Morrissey, escrevendo uma letra que estudava os efeitos do abuso doméstico de crianças - é uma audição extremamente divertida e indutora de sorrisos".

"Barbarism Begins at Home" foi tocada ao vivo pela primeira vez em dezembro de 1983 em um show no Trinity College Dublin, quase um ano antes de gravá-la para Meat Is Murder. Esta primeira versão durou cerca de dezessete minutos; Mike Joyce relembrou:
Mozzer estava bebendo o vinho tinto e chegamos lá e durou cerca de dezessete minutos. Moz continuou naquela parte intermediária - cantando. Fodendo sem parar. Johnny [Marr] continuou vindo e olhando para mim, e cada vez que ele fazia isso eu pensava: 'Graças a Deus, ele vai parar com isso'. Estávamos exaustos.
A música se tornou uma das favoritas ao vivo da banda, aparecendo como uma abertura do set e, alternativamente, como um bis e muitas vezes se estendendo a longos vampiros. Foi tocada ao vivo no programa de televisão musical britânico The Tube em março de 1984. Em um show no Royal Albert Hall em abril de 1985, a banda cantou a música com Pete Burns do Dead or Alive, que fez um dueto com Morrissey nos vocais principais. Durante uma dessas jams, Morrissey improvisou a letra "the queen is dead", que mais tarde apareceria na música da banda "The Queen Is Dead" de 1986 e como título do álbum de estúdio de mesmo nome.

## Capa
A arte do single apresentava Viv Nicholson, uma figura do tablóide britânico que já havia aparecido na capa do single "Heaven Knows I'm Miserable Now".

## Lista de músicas

### 7" RTD 021 (Alemanha)
1. "Barbarism Begins at Home" (Single editado) - 3:48
2. "Shakespeare's Sister" - 2:09

### 12"RTD 021 T (Alemanha)
1. "Barbarism Begins at Home" - 7:00
2. "Shakespeare's Sister" - 2:09
3. "Stretch Out and Wait" - 2;37

### CD SingleRTT171CD (RN 1988)
1. "Barbarism Begins at Home" (Single editado) - 3:48
2. "Shakespeare's Sister" - 2:09
3. "Stretch Out and Wait" - 2;37

## Formação
- Morrissey - Vocal
- Andy Rourke - Baixo
- Mike Joyce - Bateria
- Johnny Marr - Guitarra